# Schaufelberger
Schaufelberger AG is een zelfstandig warenhuis in het Zwitserse Thun.
In de 1880-er jaren kwam Albert Schaufelbergen naar Thun en begon een bazaar aan de Rathausplatz. In 1910 breidde zijn zoon Albert jr. het bedrijf uit en opende een warenhuis aan de Bälliz. In 1963 kreeg het warenhuis de eerste roltrap van Thun en het Berner Oberland. De kenmerkende metalen gevel van het warenhuis aan de Bälliz kreeg het pand in 1972.
In 2001 werd het warenhuis uitgebreid met een extra verdieping en in 2013 werden de begane grond en de etalages verbouwd.
Het bedrijf is nog altrijd in familiehanden en wordt geleid door Bernhard en Francine Schaufelberger.
Het warenhuis had ook een filiaal aan de Bahnhofstrasse in Interlaken. Dit filiaal werd gesloten om plaats te maken voor nieuwbouw, die daarna verhuurd wordt. Daarnaast exploiteert Schaufelberger twee filialen van Baby-Rose: een in het warenhuis in Thun en een in Heimberg.